# Mello, Oise

Mello este o comună în departamentul Oise, Franța. În 1 ianuarie 2022 avea o populație de 601 de locuitori.